# Cykling vid olympiska sommarspelen 2020

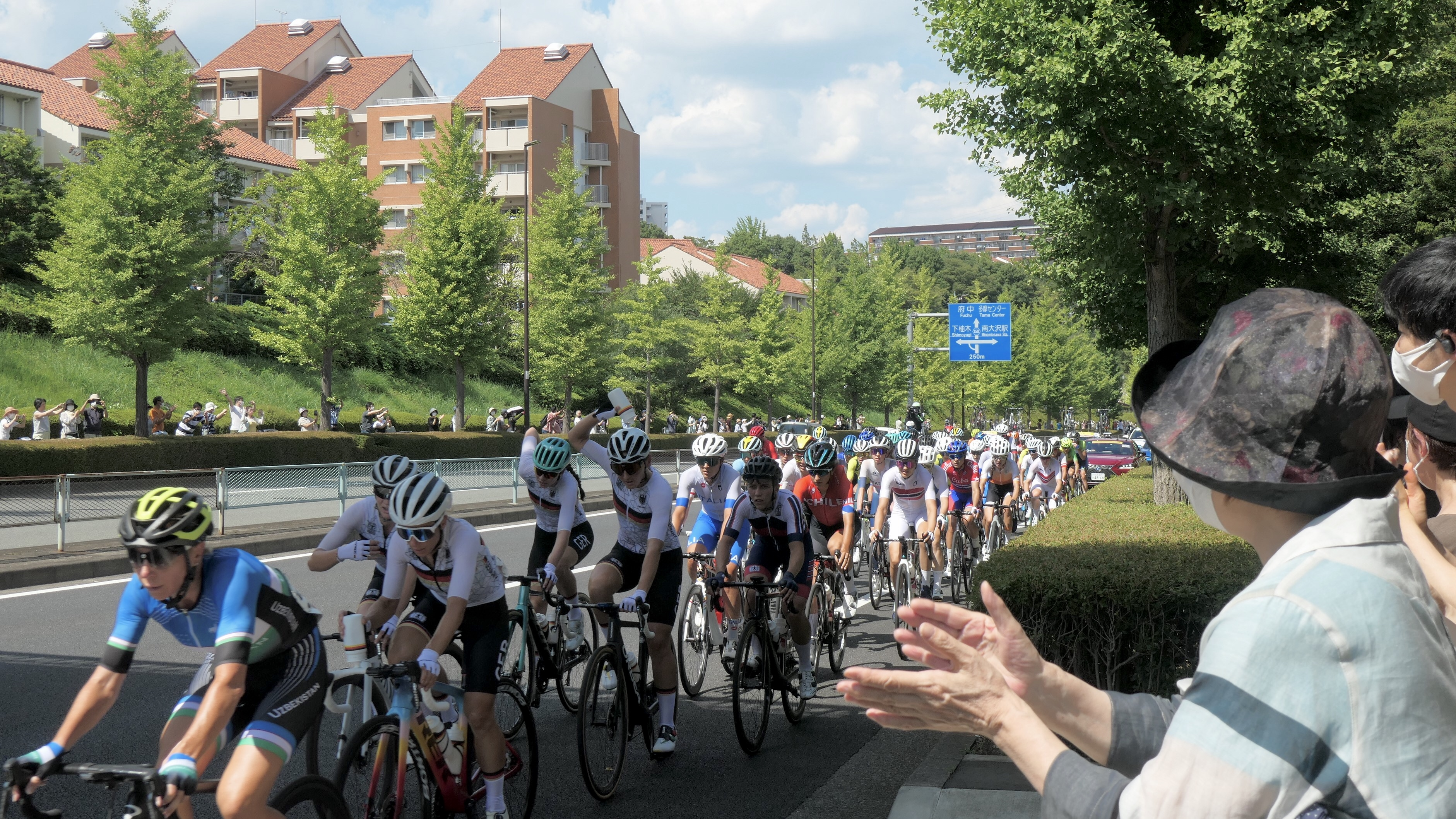
Damernas linjelopp på väg genom Tama New Town.

Cykling vid olympiska sommarspelen 2020 arrangerades mellan 24 juli och 8 augusti 2021. Totalt 22 grenar fanns på programmet, fyra fler än 2016 då madison som det senast tävlades i 2008 återkom (nu för både damer och herrar) samt den nya grenen BMX freestyle inkluderades.
Tävlingarna skulle ursprungligen ha hållits mellan 25 juli och 9 augusti 2020 men de blev uppskjutna på grund av Covid-19-pandemin.
Bancyklingstävlingarna skulle ursprungligen hållits i en temporär arena i stadsdelen Ariake i Tokyo men för att spara pengar flyttades de till Izu Velodrome i Izu, cirka 120 kilometer utanför Tokyo. Även mountainbiketävlingarna hölls i Izu. BMX-tävlingarna hölls i Ariake Urban Sports Park. De båda linjeloppen startade i Musashinonomori Park i västra delen av centrala Tokyo, för att sedan passera bland annat Yamanakasjön och berget Fujis lägre sluttningar före målgången på Fuji International Speedway där även tempoloppen hölls.

## Medaljsammanfattning
| Bancykling                           | Guld                                                               | Silver                                                               | Brons                                                                 |
| Damernas sprint Detaljer...          | Kelsey Mitchell Kanada                                             | Olena Starikova Ukraina                                              | Lee Wai Sze Hongkong                                                  |
| Damernas lagsprint Detaljer...       | Kina                                                               | Tyskland                                                             | ROC                                                                   |
| Damernas lagsprint Detaljer...       | Bao Shanju Zhong Tianshi                                           | Lea Friedrich Emma Hinze                                             | Darja Sjmeljova Anastasia Vojnova                                     |
| Damernas lagförföljelse Detaljer...  | Tyskland                                                           | Storbritannien                                                       | USA                                                                   |
| Damernas lagförföljelse Detaljer...  | Franziska Brauße Lisa Brennauer Lisa Klein Mieke Kröger            | Katie Archibald Laura Kenny Neah Evans Josie Knight Elinor Barker    | Chloe Dygert Megan Jastrab Jennifer Valente Emma White Lily Williams  |
| Damernas keirin Detaljer...          | Shanne Braspennincx Nederländerna                                  | Ellesse Andrews Nya Zeeland                                          | Lauriane Genest Kanada                                                |
| Damernas madison Detaljer...         | Storbritannien                                                     | Danmark                                                              | ROC                                                                   |
| Damernas madison Detaljer...         | Laura Kenny Katie Archibald                                        | Amalie Dideriksen Julie Leth                                         | Gulnaz Chatuntseva Maria Novolodskaja                                 |
| Damernas omnium Detaljer...          | Jennifer Valente USA                                               | Yumi Kajihara Japan                                                  | Kirsten Wild Nederländerna                                            |
| Herrarnas sprint Detaljer...         | Harrie Lavreysen Nederländerna                                     | Jeffrey Hoogland Nederländerna                                       | Jack Carlin Storbritannien                                            |
| Herrarnas lagsprint Detaljer...      | Nederländerna                                                      | Storbritannien                                                       | Frankrike                                                             |
| Herrarnas lagsprint Detaljer...      | Jeffrey Hoogland Harrie Lavreysen Roy van den Berg Matthijs Büchli | Jack Carlin Jason Kenny Ryan Owens                                   | Florian Grengbo Rayan Helal Sébastien Vigier                          |
| Herrarnas lagförföljelse Detaljer... | Italien                                                            | Danmark                                                              | Australien                                                            |
| Herrarnas lagförföljelse Detaljer... | Simone Consonni Filippo Ganna Francesco Lamon Jonathan Milan       | Niklas Larsen Lasse Norman Hansen Rasmus Pedersen Frederik Rodenberg | Leigh Howard Kelland O'Brien Luke Plapp Sam Welsford Alexander Porter |
| Herrarnas keirin Detaljer...         | Jason Kenny Storbritannien                                         | Azizulhasni Awang Malaysia                                           | Harrie Lavreysen Nederländerna                                        |
| Herrarnas madison Detaljer...        | Danmark                                                            | Storbritannien                                                       | Frankrike                                                             |
| Herrarnas madison Detaljer...        | Lasse Norman Hansen Michael Mørkøv                                 | Ethan Hayter Matthew Walls                                           | Donavan Grondin Benjamin Thomas                                       |
| Herrarnas omnium Detaljer...         | Matthew Walls Storbritannien                                       | Campbell Stewart Nya Zeeland                                         | Elia Viviani Italien                                                  |

| BMX                             | Guld                                 | Silver                   | Brons                        |
| Damernas freestyle Detaljer...  | Charlotte Worthington Storbritannien | Hannah Roberts USA       | Nikita Ducarroz Schweiz      |
| Damernas racing Detaljer...     | Beth Shriever Storbritannien         | Mariana Pajón Colombia   | Merel Smulders Nederländerna |
| Herrarnas freestyle Detaljer... | Logan Martin Australien              | Daniel Dhers Venezuela   | Declan Brooks Storbritannien |
| Herrarnas racing Detaljer...    | Niek Kimmann Nederländerna           | Kye Whyte Storbritannien | Carlos Ramírez Colombia      |

| Landsvägscykling                | Guld                               | Silver                             | Brons                              |
| Damernas linjelopp Detaljer...  | Anna Kiesenhofer Österrike         | Annemiek van Vleuten Nederländerna | Elisa Longo Borghini Italien       |
| Damernas tempolopp Detaljer...  | Annemiek van Vleuten Nederländerna | Marlen Reusser Schweiz             | Anna van der Breggen Nederländerna |
| Herrarnas linjelopp Detaljer... | Richard Carapaz Ecuador            | Wout van Aert Belgien              | Tadej Pogačar Slovenien            |
| Herrarnas tempolopp Detaljer... | Primož Roglič Slovenien            | Tom Dumoulin Nederländerna         | Rohan Dennis Australien            |

| Mountainbike                      | Guld                       | Silver                    | Brons                   |
| Damernas terränglopp Detaljer...  | Jolanda Neff Schweiz       | Sina Frei Schweiz         | Linda Indergand Schweiz |
| Herrarnas terränglopp Detaljer... | Tom Pidcock Storbritannien | Mathias Flückiger Schweiz | David Valero Spanien    |

Denna tabell: visa • redigera

## Medaljtabell
| Pl.    | Nation         | Guld | Silver | Brons | Totalt |
| ------ | -------------- | ---- | ------ | ----- | ------ |
| 1      | Storbritannien | 6    | 4      | 2     | 12     |
| 2      | Nederländerna  | 5    | 3      | 4     | 12     |
| 3      | Schweiz        | 1    | 3      | 2     | 6      |
| 4      | Danmark        | 1    | 2      | 0     | 3      |
| 5      | USA            | 1    | 1      | 1     | 3      |
| 6      | Tyskland       | 1    | 1      | 0     | 2      |
| 7      | Australien     | 1    | 0      | 2     | 3      |
| 7      | Italien        | 1    | 0      | 2     | 3      |
| 9      | Kanada         | 1    | 0      | 1     | 2      |
| 9      | Slovenien      | 1    | 0      | 1     | 2      |
| 11     | Ecuador        | 1    | 0      | 0     | 1      |
| 11     | Kina           | 1    | 0      | 0     | 1      |
| 11     | Österrike      | 1    | 0      | 0     | 1      |
| 14     | Nya Zeeland    | 0    | 2      | 0     | 2      |
| 15     | Colombia       | 0    | 1      | 1     | 2      |
| 16     | Belgien        | 0    | 1      | 0     | 1      |
| 16     | Japan          | 0    | 1      | 0     | 1      |
| 16     | Malaysia       | 0    | 1      | 0     | 1      |
| 16     | Ukraina        | 0    | 1      | 0     | 1      |
| 16     | Venezuela      | 0    | 1      | 0     | 1      |
| 21     | Frankrike      | 0    | 0      | 2     | 2      |
| 21     | ROC            | 0    | 0      | 2     | 2      |
| 23     | Hongkong       | 0    | 0      | 1     | 1      |
| 23     | Spanien        | 0    | 0      | 1     | 1      |
| Totalt | Totalt         | 22   | 22     | 22    | 66     |

### Fotnoter
1. ↑  (16 juni 2021). Olympic Competition Schedule. Arkiverad 26 juni 2021 hämtat från the Wayback Machine. olympics.com. Läst 24 juni 2021.
2. ↑  (23 juli 2019). Tokyo 2020: the countdown is on. Union Cycliste Internationale. Läst 10 oktober 2019.
3. ↑  Cycling. tokyo2020.org. Läst 10 oktober 2019.
4. ↑  (30 mars 2020). IOC, IPC, Tokyo 2020 Organising Committee and Tokyo Metropolitan Government announce new dates for the Olympic and Paralympic Games Tokyo 2020. IOK. Läst 24 juni 2021.
5. ↑  (9 december 2015). IOC approves switch of cycling venues for 2020 Tokyo Olympics. Arkiverad 16 augusti 2018 hämtat från the Wayback Machine. The Japan Times. Läst 10 oktober 2019.
6. ↑  Ariake Urban Sports Park. Arkiverad 20 januari 2020 hämtat från the Wayback Machine. Bureau of Olympic and Paralympic Games Tokyo 2020 Preparation. Läst 10 oktober 2019.
7. ↑  Butler, Nick. (9 augusti 2018). Tokyo 2020 unveil cycling road races courses for Olympic Games. insidethegames.biz. Läst 10 oktober 2019.
8. 1 2 3 4 5 6 7 8 9 10 11 12  (8 augusti 2021). Cycling Track – Medallists by Event. olympics.com. Läst 8 augusti 2021.
9. ↑  (1 augusti 2021). Cycling BMX Freestyle – Women's Park. olympics.com. Läst 1 augusti 2021.
10. ↑  (30 juli 2021). Cycling BMX Racing – Women. olympics.com. Läst 30 juli 2021.
11. ↑  (1 augusti 2021). Cycling BMX Freestyle – Men's Park. olympics.com. Läst 1 augusti 2021.
12. ↑  (30 juli 2021). Cycling BMX Racing – Men. olympics.com. Läst 30 juli 2021.
13. ↑  (25 juli 2021). Cycling Road – Women's Road Race. olympics.com. Läst 25 juli 2021.
14. ↑  (28 juli 2021). Cycling Road – Women's Individual Time Trial. olympics.com. Läst 28 juli 2021.
15. ↑  (24 juli 2021). Cycling Road – Men's Road Race. olympics.com. Läst 24 juli 2021.
16. ↑  (28 juli 2021). Cycling Road – Men's Individual Time Trial. olympics.com. Läst 28 juli 2021.
17. ↑  (27 juli 2021). Cycling Mountain Bike – Women's Cross-country. olympics.com. Läst 27 juli 2021.
18. ↑  (26 juli 2021). Cycling Mountain Bike – Men's Cross-country. olympics.com. Läst 26 juli 2021.